# 謝宜清
謝宜清，五代十国位于岭南地区的南汉国女性人物，南汉高祖劉龑的妃嫔。
謝宜清姿容绝艳，选入宫中，事奉劉龑，被宠爱，进位尚仪。謝宜清是循王刘弘杲的母亲。劉龑的马皇后去世后，941年（大有十四年、天福六年）五月，她和太尉工部侍郎卢膺、尚衣高素清，去吴越国，求聘吴越王已故的王弟钱传璛之妻马氏作为南汉的继后。马氏是南汉马皇后的妹妹，吴越王钱元瓘没有同意。謝宜清于是和卢膺、高素清回国。